# Papiament
El papiament (papiamentu o papiamento) és una llengua criolla caribenya basada essencialment en el portuguès. El parlen més de 300.000 persones, sobretot a les illes ABC.

## Orígens de la llengua
Els orígens d'aquesta llengua són incerts, però hom suposa que és el fruit de la barreja que hi havia als centres de tràfic d'esclaus de la Companyia de les Índies Occidentals, o a vegades es diu que prové del portuguès que parlaven els jueus sefardites i els seus esclaus que escaparen del Brasil.
Hom troba quatre grans influències lingüístiques en el papiament (mostrats en ordre d'importància decreixent):
- llengües romàniques: portuguès i posteriorment castellà
- llengües germàniques: neerlandès i darrerament també anglès
- llengües africanes
- arawak (llengua ameríndia dels habitants locals d'abans de l'arribada dels europeus)

## Origen del nom
El mot papiamento prové del verb papia, que significa parlar, i "-mento", sufix que en papiamento transforma un altre mot en substantiu. Com que la llengua té dos sistemes d'escriptura, és conegut també com a papiamentu.
La paraula papia prové del portuguès papear (parlar) i ja apareix en altres criolls que en deriven, com ara el papia Kristang, de Cap Verd.

## Dialectes i estatus
El papiament té tres dialectes, un per a cada gran illa on es parla: el papiament d'Aruba (papiamento), el papiament de Curaçao (papiamentu) i el papiament de Bonaire (papiamen). A l'hora d'escriure'l, però, existeixen dos estàndards acceptats: un de més fonètic, emprat a Bonaire i Curaçao, i un altre de més etimològic (a vegades hom diu més influït pel castellà), emprat a Aruba.
Per bé que el neerlandès és llengua oficial a les tres illes ABC, el papiament hi és la llengua més parlada. En canvi, a les illes SSS, que també pertanyen al Regne dels Països Baixos, les llengües més parlades són l'anglès, el francès i el castellà, amb una mica de presència del papiament a Sint Eustatius, parlat per immigrants.
Des del 2004 el papiament és llengua oficial d'Aruba, al costat del neerlandès, i des del 2010 ho és a Curaçao, també al costat del neerlandès. A Bonaire no té aquest estatus, perquè aquesta illa no és un país constituent, sinó un municipi dels Països Baixos. Amb tot i això, com a municipi, té un règim de cos obert que reconeix certs drets als parlants de papiament.

## Vocabulari
Ben bé dos terços del vocabulari papiamentès deriva del portuguès o del castellà, sovint sense poder-se distingir precisament si és de l'un o de l'altre a causa de la similitud entre aquestes dues llengües (i que fa que sovint hom el consideri un crioll iberoromànic); una quarta part és d'origen neerlandès, i la resta pot ser atribuïda a altres llengües.
Exemples de paraules d'origen ibèric indeterminat:
- por fabor = si us plau (portuguès/castellà: por favor)
- señora = senyora (portuguès: senhora, castellà: señora)
- batata = patata (portuguès/castellà: batata)
- cua? = quin? (portuguès: qual, castellà: cuál)
- cuanto? = com? (portuguès: quanto, castellà: cuánto)

L'existència d'una terminació vocàlica en [u] (que apareix, per exemple, al nom mateix de la llengua) és clarament atribuïble al portuguès, mentre que les diftongacions són d'origen castellà. L'ús de la lletra "ñ" també s'explica per una posterior influència castellana.
Altres mots tenen una influència compartida, com per exemple subrino (nebot), en portuguès és sobrinho mentre que en castellà és sobrino. La pronúncia /u/ a "su-" és atribuïble al portuguès, mentre que la /n/ de "-no" al castellà.
Paraules d'origen portuguès:
- sapatu = sabata (portuguès: sapato, castellà: zapato)
- saya = faldilla (portuguès: saia, castellà: falda)
- bisiña = veí (portuguès: vizinho/vizinha, castellà: vecino/vecina)

Paraules d'origen castellà:
- siudat = ciutat (castellà: ciudad)
- sombré = barret (castellà: sombrero)
- karsón = pantalons (castellà: calzón)

Paraules d'origen neerlandès:
- apel = poma (neerlandès: appel)
- blou = blau (neerlandès: blauw)
- buki = llibre (neerlandès: boek)